# Верхнесолёный
Верхнесолёный — хутор в Весёловском районе Ростовской области.
Является административным центром Верхнесолёновского сельского поселения.

## История
Основатель хуторов Верхне- и Нижнесолёный неизвестен. Впервые хутор Соленый на Маныче упоминается в областных архивных записях в 1864 году. Эту дату местные жители и считают датой основания своих хуторов.
Относительно происхождения названия хуторов существует три версии.
Коренные солёновцы считают, что название поселения произошло от вкуса здешней воды.
Согласно второй версии, в старину через эти края пролегал путь, по которому чумаки-украинцы ходили за солью на Маныч. Они останавливались на ночлег именно на месте будущих хуторов. Впоследствии места этих стоянок стали называться Верхним Солёным и Нижним Солёным.
Существует и третья версия, согласно которой первые поселенцы будущих хуторов поселились на балке Солёная. Теми, кто проживал выше по течению балки,был основан хутор Верхне-Солёный, а те, кто ниже – Нижне-Солёный.
По архивным данным 1864 года хутор Верхне-Солоновский (именно так тогда писалось название хутора) имел 6 дворов, в которых проживало 10 мужчин и 12 женщин.
К 1915 году на хуторе Верхне-Солоновский было уже 28 дворов и 882 десятины земли. Всего на хуторе тогда проживали 93 мужчины и 101 женщина.
С приходом советской власти и началом коллективизации в 1930 году на территории двух хуторов были образованы три колхоза: имени Ворошилова, имени Ленина и колхоз «Свобода». Колхозники занимались выращиванием зерновых, овцеводством, разводили коней, работали на своих пасеках.
К началу 1931 года колхоз имени Ленина в хуторе Верхне-Солёный состоял из 57 крестьянских хозяйств, в начале 1932 года в нём уже было 158 хозяйств.
С началом Великой Отечественной войны на фронт ушло около 300 человек ― почти всё взрослое мужское население обоих хуторов. Вернулись с войны около 150 человек, и почти все ― с ранениями и инвалидностью. Не вернулись 234 человека.
Хутора Верхне- и Нижне-Солёный были освобождены 24-й гвардейской Краснознамённой Евпаторьевской стрелковой дивизией. Всего в братских могилах Солёновских хуторов было захоронено 30 бойцов и командиров Красной армии, которые погибли при их освобождении: в Верхнесолёном – 10 человек, в Нижнесолёном – 20 человек.
В начале 1950-х годов в хутор прибыло множество переселенцев из Западной Украины.
В 1979 году в хуторе Верхне-Солёный состоялось открытие мемориального комплекса, посвящённого хуторянам, которые пали на фронтах Великой Отечественной войны.
В 2005 году в хуторе было открыто реабилитационное отделение центра социального обслуживания для престарелых людей и инвалидов.

## География

### Улицы
- ул. Батюшинская,
- ул. Заречная,
- ул. Молодёжная,
- ул. Новая,
- ул. Центральная,
- ул. Строителей.

## Население
| 1989 | 2002  | 2010  |
| ---- | ----- | ----- |
| 1661 | ↗1732 | ↗1764 |

### Известные люди
- В хуторе родился Кожемякин, Михаил Степанович — Герой Советского Союза.